# Uwe Röhl
Uwe Röhl (* 16. Februar 1925 in Husum; † 12. August 2005 in Lübeck) war ein deutscher Kirchenmusiker, Organist und Komponist.

## Leben
Röhl wurde in Husum als 8. Kind des dort tätigen Propsten geboren. Nach ersten Anstellungen in Friedrichstadt und Tönning wurde er 1949 Kirchenmusiker in Unna, wo er die Philipp-Nicolai-Kantorei gründete. 1955 wurde er an den Schleswiger Dom berufen. Hier begründete er die sommerliche Konzertreihe der Schleswig-Holsteinischen Orgelkonzerte.
1966 ging er als stellvertretender Direktor der Musikakademie (Direktor war Jens Rohwer) und Leiter der Kirchenmusikabteilung der späteren Musikhochschule Lübeck nach Lübeck. Er war von 1967 bis 1990 als Nachfolger Erwin Zillingers Organist und Kantor am Lübecker Dom – ein Amt, das er ehrenamtlich und als „Übergangslösung“ antrat. Röhl hatte maßgeblichen Anteil daran, dass die im Krieg verloren gegangene Orgel von Arp Schnitger 1970 durch eine moderne des Orgelbauers Marcussen aus Apenrade ersetzt wurde. Röhl war Professor und Gründungsrektor der Musikhochschule Lübeck von 1973 bis 1976.
Von 1976 bis 1989 arbeitete Röhl als Hauptabteilungsleiter Musik des NDR. Für den NDR gewann er den Dirigenten Günter Wand. Er setzte sich auch dafür ein, dass die Eröffnungs- und Schlusskonzerte des Schleswig-Holstein Musik Festivals in der Regel in Lübeck stattfanden und vom Norddeutschen Rundfunk mitgeschnitten und übertragen wurden.

## Ehrungen
Uwe Röhl wurde mehrfach ausgezeichnet. 1974 erhielt er den Kunstpreis des Landes Schleswig-Holstein, 1985 das Bundesverdienstkreuz 1. Klasse, 1986 den Hanse-Kulturpreis der Vereins- und Westbank und 1998 für seine Verdienste um die Hansestadt Lübeck deren höchste Ehrung, die Gedenkmünze Bene Merenti.